# Afbeeldinghe van den ellendighen staet der Nederlanden, onder de wreede tijrannije van den Hertoghe van Alba
Afbeeldinghe van den ellendighen staet der Nederlanden, onder de wreede tijrannije van den Hertoghe van Alba (Delineatio deplorati status Belgy sub immensa tirannide Albani ducis, Ferdinandi a Toledois) is de titel van meerdere pamfletten en schilderijen gemaakt gedurende de Tachtigjarige Oorlog. 

## Context
In 1569 werd er al een gravure gemaakt van de 'Troon van Alva', waarin gewezen wordt op het tirannieke karakter van de hertog van Alva. Schilderijen werden pas in de periode rond het Twaalfjarig Bestand gemaakt om stemmen te winnen voor het voortzetten van de oorlog. 
Veel belangrijke families die toen anti-Spaans en pro-Oranje waren, vooral in de Zuidelijke Nederlanden, hadden een dergelijke prent of schilderij in hun bezit. Het is onduidelijk waarom deze schilderijen juist tijdens en na het Twaalfjarig Bestand werden gemaakt. Het werk herinnert aan het schrikbewind van Alva en pleit daarmee voor het voortzetten van de oorlog totdat ook de Zuidelijke Nederlanden zijn bevrijd. Anderen wilden de scheiding tussen de Noordelijke en Zuidelijke Nederlanden liever accepteren en vrede sluiten.

## Schilderij

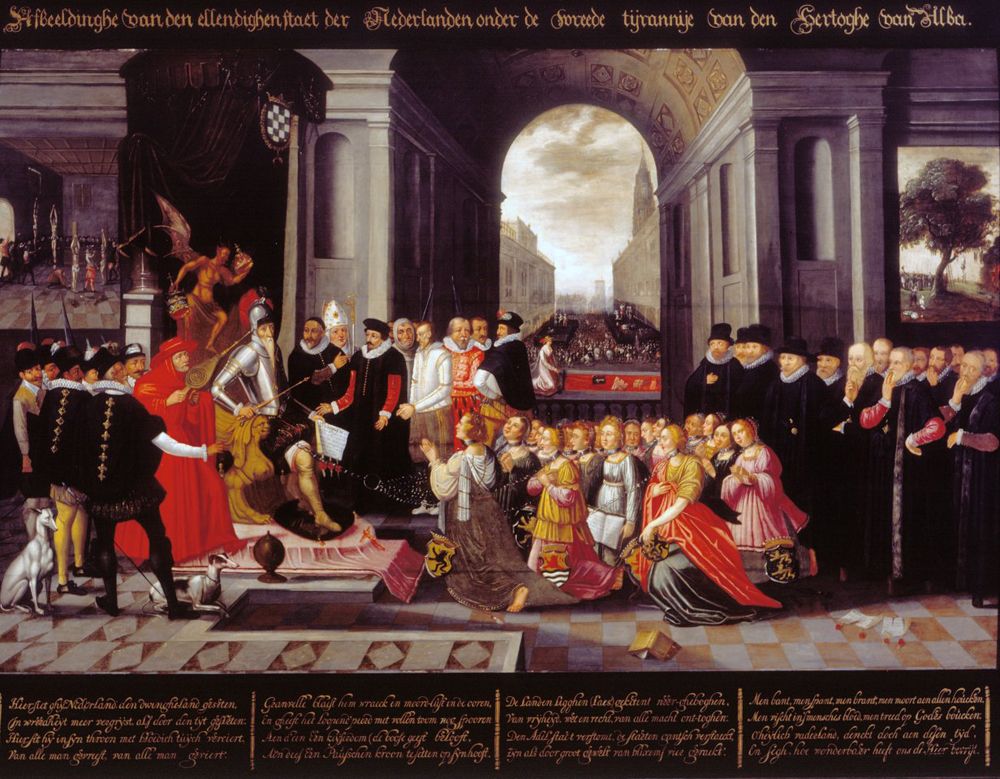
Propaganda tijdens de Tachtigjarige Oorlog

Een bekend voorbeeld is een anoniem schilderij uit 1627 waarop een allegorie op de tirannie van Fernando Álvarez de Toledo, de hertog van Alva, te zien is. Het schilderij van olieverf op paneel meet 114,5 x 144,5 cm en bevindt zich in het Museum Prinsenhof te Delft.
De hertog van Alva zit op een grote opvallende troon, als symbool van de grote macht die hij zich toe-eigende, gekleed in een wapenrusting en met het Gulden Vlies om. De scepter in zijn hand geeft zijn wereldlijke macht namens de Spaanse koning aan. In zijn linkerhand houdt hij de ordonnantie van Filips II. Naast de troon staat een spaarpot voor de beruchte Tiende Penning, twintigste en honderdste penning. Voor zijn voeten ligt een kruisbeeld. Het duiveltje boven de hertog houdt twee kronen in zijn handen, een keizerskroon die boven de hertog zweeft en een pauselijke tiara boven de kardinaal. Aan het baldakijn, met het wapen van de hertog, hangen verschillende martelwerktuigen zoals een roede, een karwats, boeien, een beulszwaard en een wurgtouw.
Links van Alva staan acht getrouwen, leden van de Raad van Beroerten of de Bloedraad. Van links naar rechts zijn dat Juan de Vargas Mejía (voorzitter van de Raad van Beroerten), bisschop Maarten Rijthoven van Ieper, Loys dal Río, broeder Cornelis Brouwer van Dordrecht (een minderbroeder-franciscaan die vooral in Brugge als priester bekend werd) en Jan van Casembroot (heer van Backerseele en secretaris van Egmont en in 1568 onthalst door Alva) afgebeeld als ter dood veroordeelde. De andere drie mannen zijn onbekend.
Aan de rechterkant van de hertog staat Granvelle, kardinaal-aartsbisschop van Mechelen, die volgens bijgaand gedicht ambities op het pausschap heeft. Hij blaast Alva wraak en moordlust in. Granvelle gold als een oorblazer, een kwaadspreker. Naast hem staan de edelen die trouw aan Spanje zijn gebleven, uitgebeeld door twee honden die daarvoor symbool staan.
De zeventien knielende vrouwen dragen de wapenschilden van de Nederlandse gewesten en zij zitten met koorden rond hun hals aan de troon vast. Eén van de onderdrukte provinciën houdt een boek vast met de vermelding 'Gottes Wort'. Achter hen is een groep in het zwart geklede figuren te onderscheiden die als 'Oberkeit' zijn aangeduid, de magistraten en bestuurders van de Staten-Generaal. Hun benen zijn in zuilen veranderd, de lippen houden ze stijf gesloten. Ze staan ‘verstaakt’ en 'verstomd' met de vingers voor de mond, monddood gemaakt door de hertog. De heren die blootshoofds zijn, zijn vermoedelijk de graven Egmont en Horne die ter dood veroordeeld waren. Aan hun voeten liggen enkele verscheurde oorkonden, die de geschonden wetten en privileges van de Nederlanden voorstellen, en een omgekeerd opengeslagen boek, vermoedelijk een protestante Bijbel.
Op het linkse tafereel op de achtergrond zijn gevangenen van de Inquisitie te zien die worden gemarteld. In de doorkijk onder de ronde boog is de Grote Markt van Brussel te zien, waar twee houten schavotten staan. Op het linker schavot werden de graven Egmont en Horne onthalst. Op het rechter paneel staan Diederik en Gijsbert van Batenburg, maar hierover bestaat enige verwarring. Het zouden ook Johan de Casembroot, heer van Backerseele, en de Antwerpse magistraat Antoon van Stralen kunnen zijn.
Vóór de terechtstelling zit landvoogdes Margaretha van Parma in een bloedrode vijver te vissen naar de geconfisqueerde goederen van de veroordeelden. Op het rechter tafereel is te zien hoe de Spanjaarden ketters terechtstelden door ophanging, onthoofding en verbranding.

### Onderschrift
Hier siet ghy Nederland den dwingheland geseten,

In wreedheyt meer vergryst als door den tyt gesleten:

Hier sit hy in syn throon met bloedich tuych verciert,

Van alle man geruft, van alle man geviert.
Granvelle blaest hem wraeck en moord-lust in de ooren,

En gheeft het loopend peerd met vollen toom noch spooren

Aen d'een een keyserdom (de boose Geest belooft),

Aen dees een Pauscken kroon te setten op syn hooft.

De landen ligghen (laes) geketent neer-gheboghen,

Van vryheyd, wet en recht, van alle macht ont-toghen,

Den Adel staet verstomt, de Staeten gantsch verstaeckt,

Zyn als door groot gewelt van blixems vier geraeckt.
Men bant, men spant, men brant, men moort aen alle houcken,

Men vischt in 'smensches bloed, men treed op Godes boucken:

O heylich vader-land, denckt doch aen desen tyd,

En segh, hoe wonderbaer heeft ons de Heer bevryt.